# Estadio Olímpico Colosso da Lagoa
El Estadio Olímpico Colosso da Lagoa es un recinto deportivo ubicado en la ciudad de Erechim, estado de Rio Grande do Sul, Brasil. Con una capacidad de 22 000 espectadores, es donde juega de local el Ypiranga Futebol Clube de Erechim, fue inaugurado el 2 de septiembre de 1970, durante los festejos de los cincuenta años de la fundación del club.
El Colosso da Lagoa es el tercer mayor estadio de Rio Grande do Sul, solo superado por el Estadio Beira-Rio y el Arena do Grêmio. Internamente, el estadio consta con sistema de iluminación, sala y cabinas de prensa, galería de trofeos, galería de expresidentes, sala para Comisión Técnica y Departamento Médico.